# Conférence épiscopale du Costa Rica
La Conférence épiscopale du Costa Rica (en espagnol : Conferencia Episcopal de Costa Rica, abrégé CECOR) est une conférence épiscopale de l’Église catholique qui réunit les ordinaires du Costa Rica.
Elle fait partie du Conseil épiscopal latino-américain (CELAM), avec une vingtaine d’autres conférences épiscopales.

## Membres
La conférence épiscopale compte une dizaine de membres :
- Bartolomé Buigues Oller (es), évêque d’Alajuela[3] ;
- Mario Enrique Quirós Quirós (es), évêque de Cartago[4] ;
- Javier Gerardo Román Arias (es), évêque de Limón[5] ;
- Óscar Gerardo Fernández Guillén (es), évêque de Puntarenas[6] ;
- José Manuel Garita (es), évêque de Ciudad Quesada[7] ;
- Juan Miguel Castro Rojas (de), évêque de San Isidro de El General[8] ;
- José Rafael Quirós Quirós (es), archevêque de San José[9] ;
- Daniel Francisco Blanco Méndez (de), évêque auxiliaire de San José[10] ;
- Manuel Eugenio Salazar Mora (es), évêque de Tilarán-Liberia[11] ;
- Bruno Musarò, diplomate (« nonce apostolique ») du Saint-Siège au Costa Rica[2].

## Sanctuaires
La conférence épiscopale a désigné cinq sanctuaires nationaux, :
- le sanctuaire Saint-Christ-d’Esquipulas d’Alajuelita[17],[12], en continuité du pape Pie X qui l’avait qualifié de « sanctuaire national » en 1907[18] ;
- la basilique Notre-Dame-des-Anges de Cartago[12], en 2001[19] ;
- à San José :
  - le sanctuaire du Sacré-Cœur-de-Jésus[12], en 2007[20] ;
  - la cathédrale métropolitaine Saint-Joseph, en 2021[12],[21] ;
- le sanctuaire Saint-Christ-d’Esquipulas de Santa Cruz[22],[12], en 2002[23].